# Lunds kommun
Lunds kommun är en kommun i Skåne län, i före detta Malmöhus län. Kommunen ingår i Stormalmö och Öresundsregionen. Centralort är Lund.

## Administrativ historik

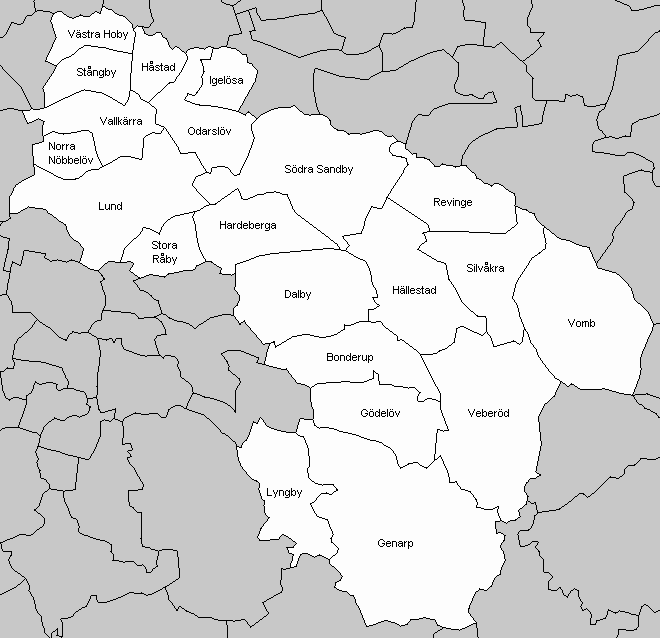
Socknar i nuvarande Lunds kommun.

Kommunens område motsvarar socknarna: Bonderup, Dalby, Genarp, Gödelöv, Hardeberga, Håstad, Hällestad, Igelösa, Lund, Lyngby, Norra Nöbbelöv, Odarslöv, Revinge, Silvåkra, Stora Råby, Stångby, Sankt Peter kloster, Södra Sandby, Vallkärra, Veberöd, Vomb, och Västra Hoby. I dessa socknar bildades vid kommunreformen 1862 landskommuner med motsvarande namn. I området fanns även Lunds stad som 1863 bildade en stadskommun.
1914 uppgick Sankt Peters Klosters landskommun i Lunds stad. Den 13 juni 1919 inrättades Veberöds municipalsamhälle i Veberöds landskommun och den 7 november 1941 inrättades Dalby municipalsamhälle i Dalby landskommun. 1913 uppgick Lunds landskommun till del och 1944 helt i Lunds stad.
Vid Kommunreformen 1952 bildades i området "storkommunerna" Dalby (av Bonderup, Dalby och Hällestad), Genarp (av Genarp, Gödelöv och Lyngby), Södra Sandby (av Hardeberga, Revinge och Södra Sandby), Torn (av Håstad, Igelösa och Odarslöv, Norra Nöbbelöv, Stångby, Vallkärra och Västra Hoby) samt Veberöd (av Silvåkra, Veberöd och Vomb). Samtidigt uppgick Stora Råby landskommun i Lunds stad.
Vid årsskiftet 1954/1955 upplöstes Dalby municipalsamhälle och tre år senare, vid årsskiftet 1957/1958 upplöstes även Veberöds municipalsamhälle.
1967 införlivades Torns landskommun i Lunds stad. Lunds kommun bildades vid kommunreformen 1971 genom en ombildning av Lunds stad. 1974 införlivades kommunerna Dalby, Genarp, Södra Sandby och Veberöd.
Kommunen ingår sedan bildandet i Lunds domsaga.

### Alternativa omfattningar av kommunen
Strax efter att kommunen bildades 1974 föreslog lokala centerpartister att Genarp, Veberöd, Dalby och Södra Sandby skulle bryta sig ur Lunds kommun och bilda Romele kommun. Med Romele kommun avsåg man orter som låg längs med Romeleåsen vilket samtliga av orterna gör och man skulle dra gränsen mot Lund ungefär vid Hardeberga. Tanken har uppkommit många gånger under årens lopp, och på 2000-talet när strax över 25 000 bor i det som skulle bli Romele kommun anses befolkningsunderlaget såpass stort att det skulle bli en tillräckligt bärkraftig kommun. Från kommunens sida har man inte helt avvisat förslaget, men det anses inte vara någon fråga av prioritet.

## Geografi
Kommunen är belägen i de centrala delarna av landskapet Skåne och gränsar i öster till Sjöbo kommun, i sydöst till Skurups kommun, i sydväst till Svedala kommun och Staffanstorps kommun, i väster till Lomma kommun, i nordväst till Kävlinge kommun och i nordöst till Eslövs kommun, alla i före detta Malmöhus län.

### Topografi och hydrografi
Lunds kommun domineras av odlingsmark, däribland lerjordar i Lundaslätten i kommunens västra delar. Vid Romeleåsen i öster finns skogsmark. Vid Horsten täcks sluttningarna av sedimentära bergarter, till exempel Hardebergasandsten. Vombslätten utgörs av sand. I kommunens sydöstra del finns småkulligt backlandskap. Vombsjön liksom Krankesjön och Klingavälsån är belägna på Vombslätten. Dessa två sjöar är de enda större som finns i kommunen. Det finns tre avrinningsområden – Sege å, Höje å och Kävlingeån.
Nedan presenteras andelen av den totala ytan 2020 i kommunen jämfört med riket.
|  | Bebyggelse (12,3 %) |

|  | Skog (27,3 %) |

|  | Öppen myrmark (1,0 %) |

|  | Jordbruksmark (53,7 %) |

|  | Övrig mark (5,7 %) |

|  | Bebyggelse (3,1 %) |

|  | Skog (68,0 %) |

|  | Öppen myrmark (7,2 %) |

|  | Jordbruksmark (7,4 %) |

|  | Övrig mark (14,3 %) |

### Naturskydd
Dalby Söderskog är en nationalpark som ligger i anslutning till naturreservatet Dalby Norreskog. I området spelades filmen om  Ronja Rövardotter in. Parken bildades av misstag år 1918 men har därefter fått kvarstå som nationalpark och i början av 2020-talet har skogen vuxit upp och blivit gammal och  livsmiljöer har växt fram för många vedlevande växt- och djurarter.

### Administrativ indelning
Fram till 2016 var kommunen för befolkningsrapportering indelad i 11 församlingar – Dalby, Genarp, Helgeand(utbruten ur domkyrkoförsamlingen 1992), Lunds Allhelgona (utbruten ur domkyrkoförsamlingen 1962), Lunds domkyrkoförsamling, Norra Nöbbelöv, Lunds östra stadsförsamling, Sankt Peters Kloster, Södra Sandby, Torn och Veberöd.

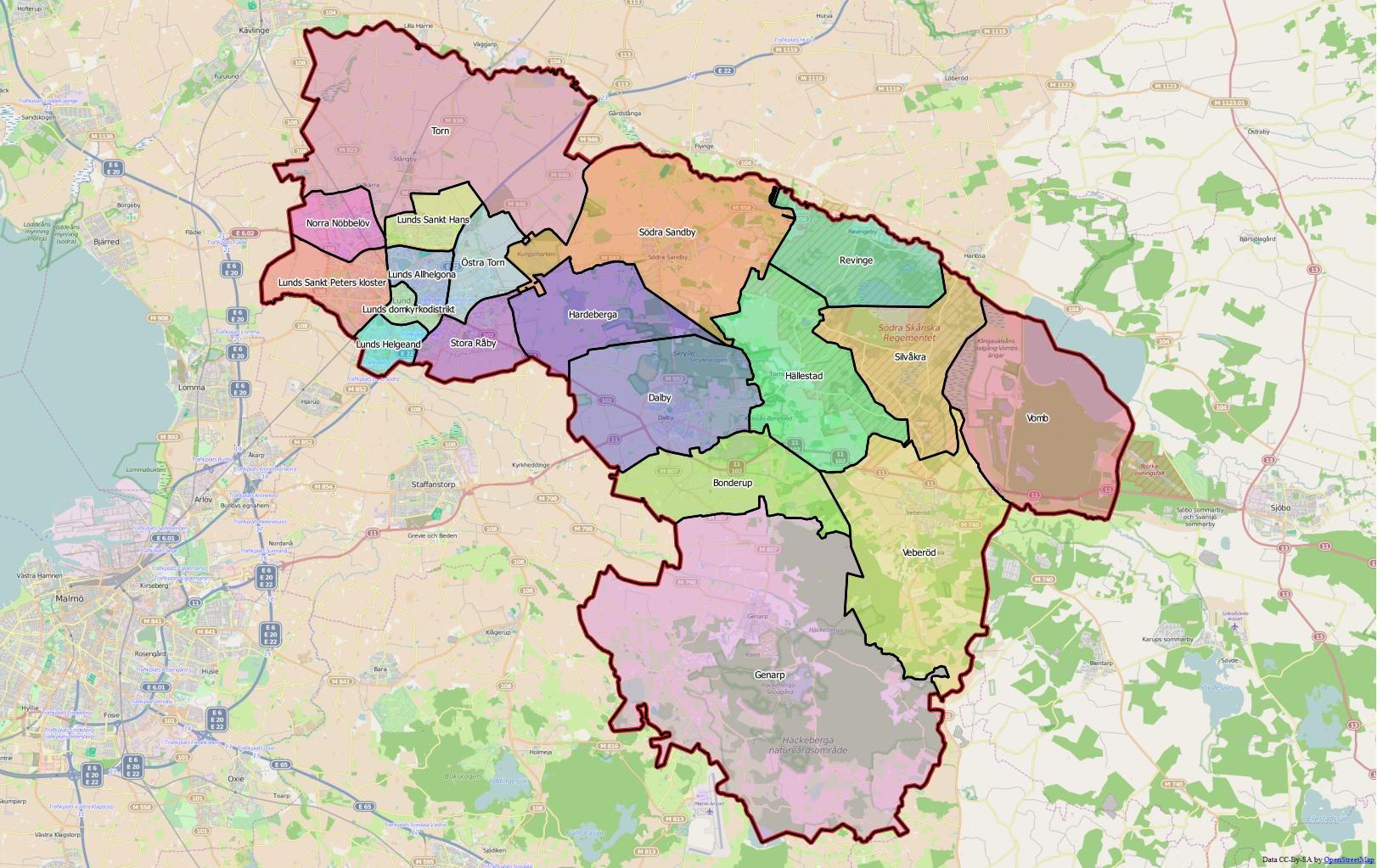
Distrikt i Lunds kommun från 2016.

Från 2016 övergick indelningen till att vara baserad på följande distrikt:
| De 19 distrikten i Lunds kommun |
| --- |
| - Bonderup - Dalby - Genarp - Hardeberga - Hällestad - Lunds Allhelgona - Lunds domkyrkodistrikt - Lunds Helegand - Lunds Sankt Hans - Lunds Sankt Peters kloster - Norra Nöbbelöv - Revinge - Silvåkra - Stora Råby - Södra Sandby - Torn - Veberöd - Vomb - Östra Torn |

### Tätorter
Det finns 9 tätorter i Lunds kommun.
I tabellen presenteras tätorterna i storleksordning per den 31 december 2015. Centralorten är i fet stil.
| Nr | Tätort          | Befolkning |
| -- | --------------- | ---------- |
| 1  | Lund (del av*)  | 87 235     |
| 2  | Södra Sandby    | 6 306      |
| 3  | Dalby           | 6 302      |
| 4  | Veberöd         | 4 850      |
| 5  | Genarp          | 2 962      |
| 6  | Stångby         | 1 943      |
| 7  | Torna Hällestad | 680        |
| 8  | Revingeby       | 534        |
| 9  | Vallkärra       | 412        |

* En mindre del av tätorten Lund tillhör Staffanstorps kommun.

## Styre och politik

### Styre
Lund är ett starkt fäste för Liberalerna och Miljöpartiet som båda har betydligt högre stöd i Lund än i länet och riket. Socialdemokraterna har haft betydligt lägre stöd i Lund än i länet och riket.
Kommunpolitiken i Lunds stad präglades under lång tid av politisk samsyn och samregerande mellan de politiska blocken där såväl borgerliga som socialdemokratiska politiker gavs ledande befattningar i kommunen. I samband med kommunsammanslagningen 1974 och Vänsterpartiet kommunisternas inträde till kommunfullmäktige skärptes dock den politiska konflikten mellan blocken. Till följd av Centerpartiets stora valframgång blev lektorn Gösta Lindeberg den första ordföranden för kommunstyrelsen efter sammanslagningen. De borgerliga partierna styrde fram till 1988. Mellan 1982 och 1985  styrdes kommunen dock i minoritet då det nyligen invalda Miljöpartiet inte ville binda sig till något block och var tungan på vågen.
Den politiska majoriteten i kommunen har sedan 1980-talet ofta växlat. Efter valet 1988 tog Socialdemokraterna makten tillsammans med Vänsterpartiet och Miljöpartiet. Vid valet 1991 skiftade makten tillbaka till de borgerliga för att 1994 återvända till Socialdemokraterna med samarbetspartier, för att sedan 1998 återigen växla till ett borgerligt styre. Mandatperioden 2002–2006 styrdes kommunen av Socialdemokraterna, Vänsterpartiet och Miljöpartiet och mellan 2006 och 2014 bildade Moderaterna, Folkpartiet, Centerpartiet och Kristdemokraterna majoritet i kommunfullmäktige, nämnder och styrelser.
I valet 2014 uppstod en otydlig situation i kommunfullmäktige när inget av de traditionella blocken fick majoritet. Socialdemokraterna, Miljöpartiet, Vänsterpartiet och Feministiskt initiativ valde att bilda ett rödgrönrosa samarbete. Redan ett år senare på hösten 2015 valde dock Vänsterpartiet att lämna samarbetet på grund av oenighet om budgeten och strax därefter hoppade även Feministiskt initiativ av.
Efter valet 2018 kvarstod en otydlig situation i kommunfullmäktige, utan någon egen majoritet åt varken alliansen eller de rödgrönrosa. Liberalerna, FörNyaLund, Sverigedemokraterna, Centerpartiet och Vänsterpartiet gick framåt i valet, medan Socialdemokraterna, Moderaterna, Miljöpartiet och Feministiskt initiativ tappade. Drygt en månad efter valet tillkännagav alliansen tillsammans med FörNyaLund att ett nytt styre, ”Lundakvintetten”, skulle formas. Koalitionen har 32 av 65 mandat och saknar alltså egen majoritet. Det nya styret ställde sig bakom Philip Sandberg (L) som ny ordförande för kommunstyrelsen. I oktober 2018 meddelade de rödgrönrosa partierna att de inte skulle utmana Lundakvintettens förslag till diverse ordförandeposter i kommunens nämnder, utan istället inta en oppositionsroll. Detta för att undvika att Sverigedemokraterna skulle få en vågmästarroll vid omröstningen. Efter valet 2022 förhandlade Liberalerna, Centerpartiet, Miljöpartiet, Vänsterpartiet och FörNyaLund om ett nytt styre. Förhandlingarna kraschade dock. Ett nytt blocköverskridande styre kunde senare presenteras, bestående av Socialdemokraterna och Moderaterna, med stöd av Kristdemokraterna och Vänsterpartiet. Vänsterpartiet skulle stödja styret, men i övrigt gå i opposition.
| År        | Partier | Partier | Partier | Partier | Partier | Partier |
| --------- | ------- | ------- | ------- | ------- | ------- | ------- |
| 1994-1998 | S       | MP      | V       |         |         |         |
| 1998-2002 | M       | FP      | KD      | C       | KS      |         |
| 2002-2006 | S       | V       | MP      |         |         |         |
| 2006-2014 | M       | FP      | C       | KD      |         |         |
| 2014-2015 | S       | MP      | V       | FI      |         |         |
| 2015      | S       | MP      | FI      |         |         |         |
| 2015-2018 | S       | MP      |         |         |         |         |
| 2018-2022 | M       | L       | FNL     | C       | KD      |         |
| 2022-     | S       | M       | KD      |         |         |         |

### Kommunfullmäktige

#### Presidium
| Presidium 2022–2026    | Presidium 2022–2026 | Presidium 2022–2026 | Presidium 2022–2026 |
| ---------------------- | ------------------- | ------------------- | ------------------- |
| Ordförande             | M                   | Mats Helmfrid       |                     |
| Förste vice ordförande | S                   | Stig Svensson       |                     |
| Andre vice ordförande  | L                   | Camilla Neptune     |                     |

#### Mandatfördelning 1970–2022
| 24 | 7 | 10 | 10 |

| 44 | 7 |

| 4 | 27 | 15 | 6 | 13 |

| 55 | 10 |

| 6 | 25 | 12 | 9 | 13 |

| 51 | 14 |

| 9 | 23 | 8 | 9 | 16 |

| 42 | 23 |

| 7 | 23 | 4 | 7 | 5 | 19 |

| 41 | 24 |

| 6 | 22 | 4 | 5 | 10 | 18 |

| 43 | 22 |

| 5 | 21 | 8 | 5 | 9 | 17 |

| 41 | 24 |

| 5 | 18 | 6 | 4 | 9 |  | 21 |

| 40 | 25 |

| 5 | 22 | 6 | 4 | 8 |  | 19 |

| 38 | 27 |

| 6 | 17 | 6 |  | 3 | 8 | 4 | 20 |

| 40 | 25 |

| 7 | 21 | 6 | 3 | 12 | 3 | 13 |

| 40 | 25 |

| 4 | 18 | 6 |  |  | 5 | 10 |  | 17 |

| 37 | 28 |

| 4 | 15 | 9 |  | 3 | 3 | 10 |  | 18 |

| 40 | 25 |

| 5 | 15 | 9 |  | 5 | 4 | 3 | 7 |  | 13 |

| 37 | 28 |

| 6 | 13 | 6 |  | 6 | 6 | 4 | 9 |  | 11 |

| 35 | 30 |

| 7 | 16 | 6 | 6 | 4 | 3 | 12 |  | 9 |

| 33 | 32 |

### Nämnder

#### Kommunstyrelse
| Presidium 2022-2026    | Presidium 2022-2026 | Presidium 2022-2026 |
| ---------------------- | ------------------- | ------------------- |
| Ordförande             | S                   | Anders Almgren      |
| Förste vice ordförande | M                   | Rasmus Törnblom     |
| Andre vice ordförande  | L                   | Phillip Sandberg    |

Kommunstyrelsen i Lunds kommun utgörs av 13 ordinarie ledamöter. Under kommunstyrelsen finns fem utskott:
- Kommunstyrelsens arbetsutskott (KSAU)
- Strategisk samhällsplanering (KSAU)
- Kommunstyrelsens arbetsgivarutskott (KSAGU)
- Kommunstyrelsens miljö- och hälsoutskott (KSMHU)
- Kommunstyrelsens upphandlingsutskott (KSUU)

Därtill finns två beredningar: Tillitsberedningen och Trygghetsberedningen.

#### Lista över kommunstyrelsens ordförande

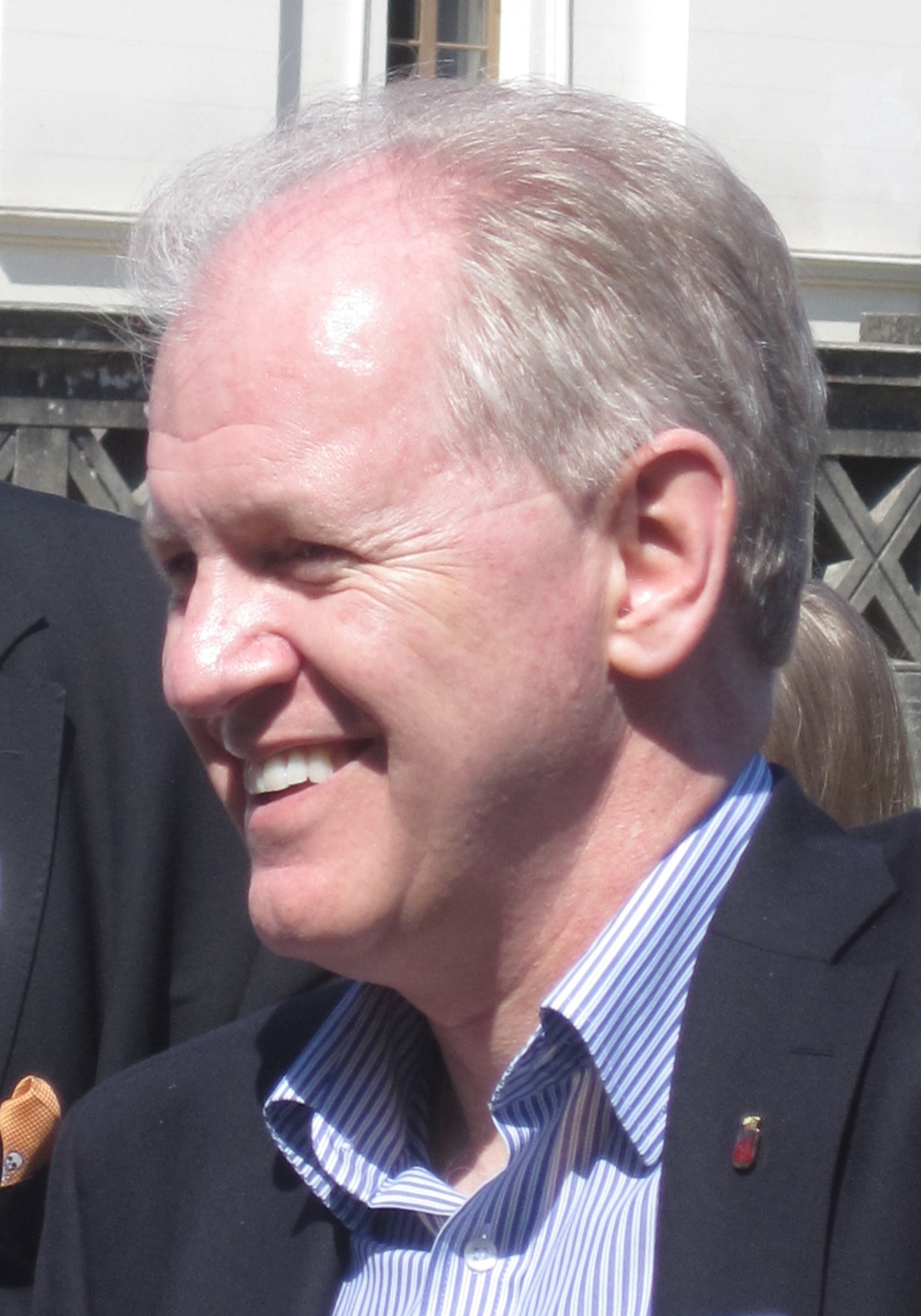
Mats Helmfrid (M) Lunds kommunstyrelses ordförande mellan 2006 och 2014.

| Namn | Namn                   | Från | Till | Politisk tillhörighet |
| ---- | ---------------------- | ---- | ---- | --------------------- |
|      | Hans Ingemanson        | 1971 | 1973 | Moderaterna           |
|      | Gösta Lindeberg        | 1974 | 1976 | Centerpartiet         |
|      | Sverker Oredsson       | 1977 | 1982 | Folkpartiet           |
|      | Gun Hellsvik           | 1983 | 1988 | Moderaterna           |
|      | Claes Göran Jönsson    | 1989 | 1991 | Socialdemokraterna    |
|      | Annika Annerby Jansson | 1991 | 1994 | Moderaterna           |
|      | Lennart Prytz          | 1994 | 1998 | Socialdemokraterna    |
|      | Christine Jönsson      | 1998 | 2002 | Moderaterna           |
|      | Lennart Prytz          | 2002 | 2006 | Socialdemokraterna    |
|      | Mats Helmfrid          | 2006 | 2014 | Moderaterna           |
|      | Anders Almgren         | 2014 | 2018 | Socialdemokraterna    |
|      | Philip Sandberg        | 2018 | 2022 | Liberalerna           |
|      | Anders Almgren         | 2022 |      | Socialdemokraterna    |

### Vänorter

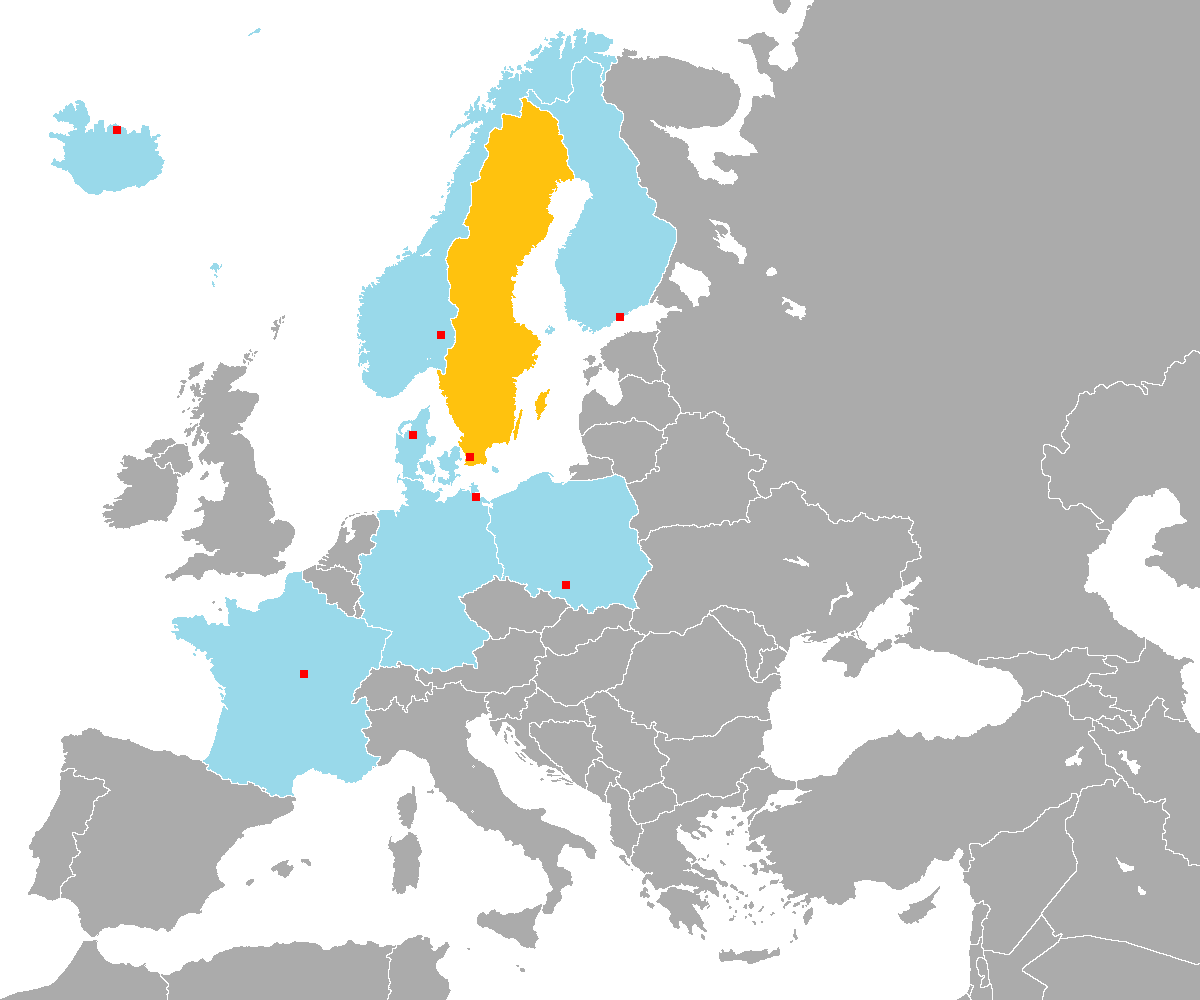
Lunds europeiska vänorter.

Lund har etablerade vänortsförbindelser i samtliga nordiska länder och dessa orter har dessutom vänortsrelationer mellan sig. Det nordiska samarbetet fungerar således som en ring av vänorter. Udda år arrangeras en Nordisk Vänortskonferens för att bekräfta arbetet och dra upp riktlinjer för kommande år.
Vänortssamarbetet omfattar utöver besök av officiella delegationer vid särskilda tillfällen utbyte företrädesvis inom kultur- och skolsektorn.
Lunds kommun undertecknade ett vänortsavtal med Nevers 1967. Kontakterna etablerades genom att Alfa Laval hade en fabrik där och har under drygt 30 år utvecklats att omfatta många områden särskilt inom skol- och kultursektorn. Lund deltager årligen vid den stora mässan "La Foire" som på olika teman arrangeras i Nevers under mars månad.
Vänortsföreningen Lund-Nevers uträttar ett stort arbete för att vidareutveckla samarbetet mellan städerna och utbytet mellan svensk och fransk kultur. Föreningen har cirka 200 medlemmar och en väl utvecklad verksamhet.
Kommunfullmäktige beslutade 1995 att upprätta vänortsförbindelse med León. Samarbetet har i huvudsak bestått av kulturella kontakter samt stödprojekt initierade och genomförda av vänortsföreningen. Kommunerna har också hedrat varandra med officiella besök.
Vänortsavtalet mellan Lund och Greifswald undertecknades i oktober 1990 och i februari 1991 bildades Vänortsföreningen Lund-Greifswald. Från de inledande kontakterna med den gamla svenskorten i dåvarande DDR till dagens samarbete med bl.a. ett starkt växande näringsliv har utvecklingen varit snabb. Kontakterna mellan universiteten är omfattande och inom skolområdet har med ökat intresse för tyskundervisning språkutbytet intensifierats. Intresset för nordiska språk och nordiska historia är stort på Greifswalds universitet vilket befrämjar kontakterna. Erfarenhetsutbyte har på senare år etablerats för miljö, demokrati och kommunförvaltning.
Lunds vänorter:
- Viborg, Danmark
- Hamar, Hedmark fylke, Norge
- Borgå, Finland
- Dalvík, Island
- Nevers, Frankrike
- León, Nicaragua
- Greifswald, Tyskland
- Zabrze, Polen

## Ekonomi och infrastruktur

### Näringsliv
Området har en lång historia av betydande industriell verksamhet, där Tetra Pak (förpackningsindustri), Baxter International Inc. (tidigare Gambro AB, medicinsk utrustning) och Sony Mobile Communication AB (telekommunikation) är några av de största arbetsgivarna. Trots detta är den offentliga sektorn den dominerande näringsgrenen, med kommunen, Region Skåne och Lunds universitet som de främsta arbetsgivarna. Forskningsbyn Ideon är en viktig del av stadens ekosystem, nära knuten till Lunds universitet genom olika samarbetsprojekt. Lund är även hem för forskningsanläggningarna ESS och MAX IV-laboratoriet.

### Infrastruktur

#### Transporter
Från nordöst till sydväst genomkorsas kommunen av E22. Genom kommunens västra del sträcker sig riksväg 16 i nord-sydlig riktning. Kommunens östra del genomkorsas av riksväg 11 i väst-östlig riktning. Denna förbinds med europavägen av länsväg 102 som tar av åt söder i Veberöd.
I Lund delar sig söderifrån Västkustbanan mot nordväst och Södra stambanan norrut. De trafikeras av SJ:s och Öresundstågs fjärrtåg samt Pågatågens lokal- och regionaltåg med stopp även i Stångby mot Höör och Hässleholm C samt Gunnesbo mot Helsingborg.

#### Utbildning
Det finns en stor mängd förskolor och grundskolor samt fem kommunala gymnasieskolor i Lunds kommun. De kommunala gymnasieskolorna är Katedralskolan, Polhemskolan, Gymnasieskolan Spyken, Gymnasieskolan Vipan och Hedda Anderssongymnasiet. I fristående regi finns även 13 ytterligare gymnasieskolor: Consensum, Drottning Blankas Gymnasieskola, Humanus gymnasium, Jensen Gymnasium i Lund, Lars-Erik Larsson-gymnasiet, LBS Kreativa Gymnasiet, Lunds dans- och musikalgymnasium, Lunds Fordonstekniska gymnasium, NTI Gymnasiet, Procivitas privata gymnasium, Realgymnasiet, Sveriges Ridgymnasium SRG och Thoren Innovation School.
I Lunds kommun finns även vuxenutbildning i form av komvux.
Kommunen är säte för Lunds universitet med därtill knutna institutioner såsom Lunds Tekniska Högskola.

## Befolkning

### Demografi

#### Befolkningsutveckling
Kommunen har 131 724 invånare (31 mars 2025), vilket placerar den på 12:e plats avseende folkmängd bland Sveriges kommuner.
| Befolkningsutvecklingen i Lunds kommun 1970–2020 | Befolkningsutvecklingen i Lunds kommun 1970–2020 | Befolkningsutvecklingen i Lunds kommun 1970–2020 | Befolkningsutvecklingen i Lunds kommun 1970–2020 | Befolkningsutvecklingen i Lunds kommun 1970–2020 |
| ------------------------------------------------ | ------------------------------------------------ | ------------------------------------------------ | ------------------------------------------------ | ------------------------------------------------ |
|                                                  |                                                  |                                                  |                                                  |                                                  |
| År                                               |                                                  |                                                  | Folkmängd                                        |                                                  |
| 1970                                             | 1970                                             |                                                  | 69 073                                           |                                                  |
| 1975                                             | 1975                                             |                                                  | 76 284                                           |                                                  |
| 1980                                             | 1980                                             |                                                  | 78 487                                           |                                                  |
| 1985                                             | 1985                                             |                                                  | 82 015                                           |                                                  |
| 1990                                             | 1990                                             |                                                  | 87 681                                           |                                                  |
| 1995                                             | 1995                                             |                                                  | 96 557                                           |                                                  |
| 2000                                             | 2000                                             |                                                  | 98 948                                           |                                                  |
| 2005                                             | 2005                                             |                                                  | 102 257                                          |                                                  |
| 2010                                             | 2010                                             |                                                  | 110 488                                          |                                                  |
| 2015                                             | 2015                                             |                                                  | 116 834                                          |                                                  |
| 2020                                             | 2020                                             |                                                  | 123 180                                          |                                                  |

#### Utländsk bakgrund
Den 31 december 2014 utgjorde antalet invånare med utländsk bakgrund (utrikes födda personer samt inrikes födda med två utrikes födda föräldrar) 27 170, eller 23,43 % av befolkningen (hela befolkningen: 115 968 den 31 december 2014). Den 31 december 2002 utgjorde antalet invånare med utländsk bakgrund enligt samma definition 17 195, eller 17,13 % av befolkningen (hela befolkningen: 100 402 den 31 december 2002).

#### Invånare efter de vanligaste födelseländerna
Följande länder är de 10 vanligaste födelseländerna för befolkningen i Lunds kommun.
| Födelseland 31 december 2021 | Födelseland 31 december 2021 | Födelseland 31 december 2021 | Födelseland 31 december 2021 | Födelseland 31 december 2021 |
| ---------------------------- | ---------------------------- | ---------------------------- | ---------------------------- | ---------------------------- |
| Nr                           | Land                         | Antal                        | Andel                        | Andel i hela riket           |
| 1                            | Sverige                      | 98 078                       | 77,00 %                      | 80,00 %                      |
| 2                            | Kina                         | 1 644                        | 1,29 %                       | 0,36 %                       |
| 3                            | Irak                         | 1 627                        | 1,28 %                       | 1,40 %                       |
| 4                            | Polen                        | 1 488                        | 1,17 %                       | 0,91 %                       |
| 5                            | Syrien                       | 1 432                        | 1,12 %                       | 1,88 %                       |
| 6                            | Iran                         | 1 422                        | 1,12 %                       | 0,80 %                       |
| 7                            | Tyskland                     | 1 366                        | 1,07 %                       | 0,51 %                       |
| 8                            | Indien                       | 1 358                        | 1,07 %                       | 0,45 %                       |
| 9                            | Danmark                      | 868                          | 0,68 %                       | 0,37 %                       |
| 10                           | USA                          | 824                          | 0,65 %                       | 0,23 %                       |

## Kultur

### Kulturarv
I Lunds kommun finns ett antal fornminnen. Bland dessa återfinns Dalby kungsgård, klassat som statligt byggnadsminne och Dalby kloster, som är beläget intill. Byggnaderna tillkom i början på 1000-talet i samband med att en kyrka byggdes och i början på 1100-talet omvandlade  Augustinorden kyrkan till ett kloster. Därefter har mycket hänt – byggnader har tillkommit, byn har brunnit och återuppbyggts, ägare har skiftat och krig har drabbat området. År 1749 beskrev Carl von Linné området som "en ruin av ett gammalt kloster".

### Kommunsymboler

#### Kommunvapen
Blasonering: En sköld av silver, däruti en på grön mark stående krenelerad mur med ett krenelerat porttorn, varöver ett mindre torn samt ett torn på var sida, allt rött.
Vapnet fastställdes för Lunds stad 1913 och är tecknat efter ett sigill från 1300-talet. Efter kommunbildningen registrerades vapnet 1975 i PRV. Inga andra ingående enheter hade haft något vapen.

#### Kommunfågel

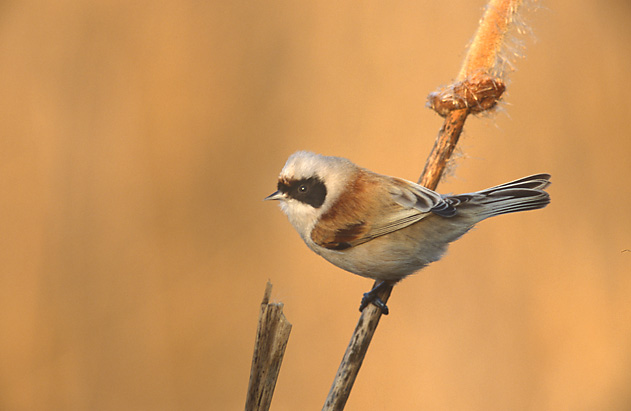
Pungmes, Lunds kommunfågel.

Pungmesen är Lunds kommunfågel.